# Melissoptila marinonii
Melissoptila marinonii är en biart som beskrevs av Urban 1998. Melissoptila marinonii ingår i släktet Melissoptila och familjen långtungebin. Inga underarter finns listade i Catalogue of Life.